# Russian Journal of Organic Chemistry
Das Russian Journal of Organic Chemistry ist eine monatlich erscheinende Peer-Review-Fachzeitschrift. Sie beschäftigt sich mit allen Aspekten der organischen Chemie, darunter Synthese und theoretische Berechnungen. Die Zeitschrift ist die Übersetzung der Zhurnal Organicheskoi Khimii (abgekürzt Zh. Org. Khim.). Von 1965 bis 1992 erschien sie unter dem Titel Journal of Organic Chemistry of the USSR (ISSN 0022-3271).
2019 betrug der Impact Factor laut dem Web of Science 0,723, womit die Zeitschrift in der Kategorie organische Chemie den 54. von 57 Plätzen belegte. Die Chefredakteurin ist Irina P. Beletskaya von der Lomonossow-Universität Moskau.